# Siphonostegia laeta
Siphonostegia laeta är en snyltrotsväxtart som beskrevs av Spencer Le Marchant Moore. Siphonostegia laeta ingår i släktet Siphonostegia och familjen snyltrotsväxter. Inga underarter finns listade i Catalogue of Life.